# Сибарит
Сибарит (від назви давногрецької колонії Сибаріс, відомої багатством і розкішшю) — розбещений розкішшю і задоволеннями чоловік; людина, що любить розкіш і задоволення.
Українською ще називають «розкішник».
Також так називають людину, яка живе чужою працею.
Спочатку так називали мешканців колонії Сибаріс в Луканії. Сибарити були відомі своїм потягом до порожніх веселощів, часто влаштовували розкішні бенкети (тому вони досягли високої майстерності в кулінарному мистецтві). У 510 році до нашої ери Сибаріс було зруйновано, однак слово, яке означає «зніжену людину», залишилося в ужитку.